# 江南布衣
江南布衣服饰有限公司（港交所：3306），是一家位于中国浙江的设计师品牌时尚集团。主要以设计、推广及出售女士、男士、儿童及青少年的时尚服装、鞋类、配饰及家居类产品。品牌组合目前包括8个品牌，其中包括JNBY、CROQUIS、jnby by JNBY、less、 Pomme de terre及JNBY HOME等品牌。目前总部位于天目山路与古墩路交叉口西北方的杭州天目里。

## 歷史
1997年，杭州江南布衣于中国杭州成立。2016年在香港交易所上市。

## 争议
2021年9月，江南布衣旗下的童裝被指印有不當圖文。江南布衣隨後发文致歉并下架所涉商品。其旗下童装品牌jnby by JNBY和Pomme de terre的宣传照片被指涉嫌“性暗示”甚至“恋童癖”。9月26日，杭州市西湖区相关部门已约谈该公司，责成公司立即下架涉事童装以及同类型款式服装，对已售涉事童装作无理由退货处理；同时成立由区市场监管局等部门和属地街道组成的调查组，对该事件进行调查，并将依据调查结果依法依规进行处理。2022年5月31日，杭州市市场监管局表示，市区两级市场监管部门对江南布衣有关问题童装图案进行现场检查，已责令该公司对相关问题童装509件做下架处理。